# 364
سنة 364 م (بالأرقام الرومانية: CCCLXIV) كانت سنة كبيسة تبدأ يوم الخميس (الرابط يظهر نموذج الجدول الزمني الكامل للسنة) من التقويم اليولياني. بدأت تسمية السنة ب364 منذ العصور الوسطى المبكرة، عندما أصبح تقويم أنو دوميني هو الأسلوب السائد في أوروبا لتسمية السنوات.

## وفيات
- ثيوفيلوس الهندي
- جوفيان
- ماريوس فيكتورينوس